# Мохамед Морси
Моха̀мад Мо̀рси (на арабски: محمد مرسي) е президент на Египет от 30 юни 2012 до 3 юли 2013 г.

## Биография
Мохамад Морси е роден през 1951 г. През 1978 г. завършва инженерство в Каирския университет в Кайро, а през 1982 г. защитава докторат в Университета на Южна Калифорния в Лос Анджелис, Съединените щати. През следващите години преподава в Калифорнийския щатски университет, а през 1985 г. се връща в Египет, където е преподавател в Заказикския университет в Заказик.
Морси става един от активните участници в организацията Мюсюлманско братство. През 2000 – 2005 г. е депутат в египетския парламент, избран като независим кандидат, тъй като Мюсюлманското братство няма право да издига кандидати. По време на Египетската революция в началото на 2011 г. Мюсюлманското братство създава Партията на свободата и справедливостта и Мохамад Морси става неин пръв председател.
На президентските избори през 2012 г. Мюсюлманското братство издига кандидатурата на Хайрат еш-Шатер, но след като той е дисквалифициран от изборната администрация, подкрепя Мохамад Морси. На втория тур, проведен на 16 – 17 юни, той печели с 52 % от гласовете срещу независимия кандидат Ахмад Шафик.
На 3 юли 2013 година началникът на въоръжените сили на Египет генерал Абдел Фатах ел-Сиси, отстранява президента на Египет Морси и суспендира конституцията като обявява Главния съдия на Висшия конституционен съд на Египет, Адли Мансур, за временен президент на Египет.
На 21 април 2015 г. Морси е осъден на 20 години затвор за разпореждане на убийства по време на протестите през 2012 – 2013 г. 
На 16 май 2015 г. е осъден от египетски съд на смърт заради ролята му в бягството на членове на „Мюсюлмански братя“ от затвора Вади ел-Натрун. През 2016 година присъдата му е заменена с доживотен затвор.
Мохамед Морси умира от инфаркт на 17 юни 2019 година в съд в Кайро по време на процес срещу него по обвинения в шпионаж.